# Cytaea lepida
Cytaea lepida är en spindelart som beskrevs av Kulczynski 1910. Cytaea lepida ingår i släktet Cytaea och familjen hoppspindlar. Inga underarter finns listade i Catalogue of Life.